# Драгасия
Драгасия или Дислап (на гръцки: Δραγασιά, Драгасия, до 1927 година: Δίσλαπον, Дислапон) е село в Егейска Македония, Република Гърция, дем Горуша (Войо), област Западна Македония.

## География
Селото е разположено на 960 m надморска височина, в южните склонове на Одре планина, в областта Населица на 30-ина km западно от град Неаполи (Ляпчища) и около 25 km северозадно от село Цотили. Разположено е югозападно от връх Драгасия (1125 m). Драгасия е заобиколено от букови дървета, дъбове, кестени и много пасища. В рамките на селото има много орехови дървета, както и чинари, поради многото води, които се спускат от Одре. До платото на Големо Одре се изкачват черен път и немаркирани пътеки.
Западно от селото са развалините на Дислапското теке и пещерата Свети Мина.
Селото има четири махали - Централна (Кендрикос Махалас), Горна (Епано Махалас), Бежанска (Просфигикос Махалас) и Ставропулска (Махалас тон Ставруполеон).

## История

### Античност и Средновековие
На хълма Драгасия е имало изграден акропол на древното селище от местността Тагара, където са запазени следи от стара стена.
В местността Густа има развалини на средновековна църква и гробище. В местността Еринч са останките на църквата „Св. св. Константин и Елена“. В местността на Касаватика също има развалини на църква. Във всички тези местности има и основи на къщи и останки от строителни материали, като вероятно те са съставлявали едно селище, създадено след разрушаването на това в Тагара.
Второ селище вероятно е съществувало в три съседни местности - Агия Варвара, Бапиополи и Агия Ана. В Агия Варвара, на 2 km южно от Драгасия, има развалини на стара голяма църква, като по цялата площ на платото има парчета от големи плочки, камъни и други, останки от древно селище. Открити са и монети на Филип II и Александър III Македонски. В Бапиополи на площ от повече от 130 декара са открити основи на къщи, парчета керемиди и големи съдове. А в Агия Ана има развалини на стара и голяма църква и гробище около нея със следи от селище.
Следи от селище има и в местността Агиос Атанасиос на 1 km западно от селото. Там са останките на едноименната църква „Свети Атанасий“ с размери 9 х 6 m и гробище източно от нея. Тук в нивите са намирани делви. В местността Вранадес близо до западните къщи на селото и църквата „Свети Димитър“. Тук са открити основи на къщи, глинени съдове, строителни материали и други. Църквата „Свети Димитър“, запазена и днес, е построена в XI век, ако се вземе като доказателство датата 1072 година, която присъства на иконата на Христос. Тук е гробището и на старото селище и на сегашното село.
Възможно е тези три селища да са били един голям средновековен град, унищожен може би в българо-византийските войни от X - XI век. Единствено селището във Вранадес съществува до около 1700 година, когято изгаря.

### В Османската империя
Дислап е създадено след изгарянето на селището във Вранадес в началото на XVIII век. Дислап и старите села около него митрополит Неофит II Сисанийски в неговия списък на селата от 1797 година, тъй като тогава църковно принадлежат към Костурската, а не към Сисанийската митрополия.
В края на XIX век Дислап е гръкоезично село в Населишка каза на Османската империя. То се намира на самата българо-гръцка езикова граница - на север от другата страна на Одре са разположени българските костурски села Езерец, Головраде и Осничани.
Според Васил Кънчов в 1900 година в Дислапъ живеят 100 гърци мохамедани.
На Етнографската карта на Битолския вилает на Картографския институт в София от 1901 година Даслаб е смесено село гърци, турци и помаци (гърци мохамедани) в казата Населица на Серфидженския санджак с 54 къщи.
Според статистика на Серфидженския санджак на гръцкото консулство в Еласона от 1904 година в Дислапо (Δίσλαπο), Населишка каза, живеят 50 валахади и 100 гърци християни.
Според Георгиос Панайотидис, учител в Цотилската гимназия, Дислапон (Δίσλαπον) е част от Костенарията и в 1910 година има 65 „гъркогласни“ семейства, от които 3/4 мюсюлмани. В селото работи начално гръцко училище с 1 учител и 12 ученици мъже.
На етническата карта на Костурското братство в София от 1940 година, към 1912 година Дислабъ е обозначено като гръцко селище.

### В Гърция
През Балканската война в 1912 година в селото влизат гръцки части и след Междусъюзническата в 1913 година Дислап остава в Гърция. В средата на 20-те години мюсюлманската част от населението на селото е изселена в Турция по силата на Лозанския договор и на нейно място са заселени понтийски гърци бежанци от Турция. В 1928 година то е представено като смесено село, състоящо се от коренни местни жители и от новодошли бежанци. Последните са 21 семейства или 88 души.
В 1927 година името на селото е сменено от Дислап на Драгасия по името на върха, под който се намира.
Селото е опожарено от германските окупационни войски в 1944 година, но по-късно е възстановено.
Населението традиционно произвежда жито, картофи, тютюн и други земеделски продукти, като се занимава и със скотовъдство.
През втората половина на XX век започва миграция към големите градове - Костур, Солун, Атина, както и в чужбина - Германия, Австралия, Канада.
Централната църква на селото е „Свети Спиридон“. В 1971 година на километър от селото и изградена църквата „Свети Атанасий“. В 1976 година край селото е построена църквата „Свети Николай“.
| Име     | Име      | Ново име       | Ново име        | Описание                                 |
| ------- | -------- | -------------- | --------------- | ---------------------------------------- |
| Караули | Καραούλι | Скопия         | Σκοπιά          |                                          |
| Уши     | Ούση     | Лохагу Коскина | Λοχαγού Κοσκινά |                                          |
| Пазарио | Παζαριὸ  | Ставродроми    | Σταυροδρόμι     |                                          |
| Орле    | Όρλια    | Оросимон       | Όρόσημον        | връх в Одре на СЗ от Драгасия (1353,9 m) |
| Гаци    | Γκάτσι   | Ай Янис        | Αίγιάννης       | местност на СИ от Драгасия               |
| Варелия | Βαρέλια  | Агиос Минас    | Άγιος Μηνάς     |                                          |
| Деси    | Ντέσι    | Десимо         | Δέσημο          |                                          |

| Година    | 1913 | 1920 | 1928 | 1940 | 1951 | 1961 | 1971 | 1981 | 1991 | 2001 | 2011 | 2021 |
| --------- | ---- | ---- | ---- | ---- | ---- | ---- | ---- | ---- | ---- | ---- | ---- | ---- |
| Население | 432  | 414  | 315  | 403  | 423  | 407  | 203  | 212  | 138  | 95   | 50   | 40   |